# المنجدة (يريم)

تعديل مصدري - تعديل

المنجدة محلة تابعة لقرية الجربتين، التابعة لعزلة بني مسلم بمديرية يريم إحدى مديريات محافظة إب في الجمهورية اليمنية.، بلغ تعداد سكانها 66 حسب تعداد اليمن لعام 2004.